# Lizzie Borden (Regisseurin)

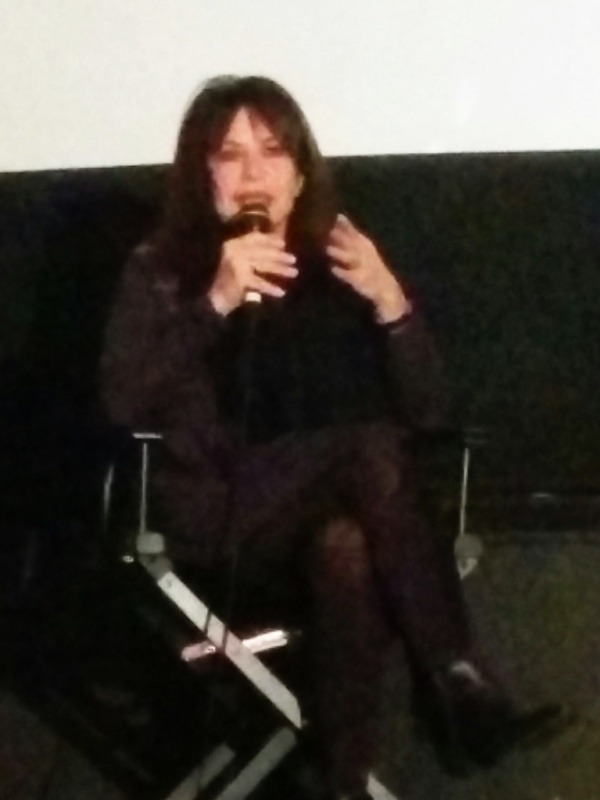
Lizzie Borden (2016)

Linda Elisabeth „Lizzi“ Borden (* 3. Februar 1958 in Detroit) ist eine US-amerikanische Regisseurin. Sie wurde mit ihrem 1983 veröffentlichten feministischen Science-Fiction-Film Born in Flames bekannt.

## Leben
Lizzie Borden ist die Tochter eines Börsenmaklers. Als Elfjährige soll sie ihren Vornamen Linda in „Lizzie“ geändert haben, nachdem sie einen Kinderreim über die wegen Mordes verdächtigte Lizzie Borden gehört hatte.
Die Filme von Jean-Luc Godard inspirierten sie, selbst Regisseurin zu werden. Ihre erste Arbeit war 1976 der Schwarz-Weiß-Film Regrouping. Nach dem Abschluss ihres Kunststudiums am Wellesley College in Massachusetts zog sie nach New York, um dort als  Künstlerin und Kunstkritikerin zu arbeiten. Nach dem Erfolg ihres Science-fiction-Films Born in Flames drehte sie 1986 im Stil einer Dokumentation den Spielfilm Working Girls über eine lesbische Fotografin, die nebenher als Edelprostituierte arbeitet.
Borden erkundet mit ihren Filmen die Komplexität weiblicher Sexualität. Für das Magazin Playboy drehte sie Softporno-Videos.

## Filmografie (Auswahl)
- 1976: Regrouping
- 1983: Born in Flames
- 1986: Working Girls
- 1991: Love Crimes
- 1992: Inside Out Lizzie Borden
- 1994: Let’s Talk About Sex
- 1996: Bad Girl[3]